# 泉崎村
泉崎村（日语：／ Izumizaki mura */?）是位于日本福島縣南部的一村，以天王台新城、五月温泉、貯筋会而聞名。